# تونى مارتين
تونى مارتين (بالإنجليزية: Tony Martin)‏ هو ممثل أسترالي، ولد في 1953 بتامورث في أستراليا.

## وصلات خارجية
- تونى مارتين على موقع IMDb (الإنجليزية)
- تونى مارتين على موقع ألو سيني (الفرنسية)
- تونى مارتين على موقع أول موفي (الإنجليزية)
- تونى مارتين على موقع قاعدة بيانات الفيلم (الإنجليزية)
- تونى مارتين على موقع كينوبويسك (الروسية)